# Unyahati
Unyahati ist ein Verwaltungsbezirk (englisch Ward) des Distrikts Ikungi in der tansanischen Region Singida.

## Geografie
Unyahati ist ein Bezirk im nördlichen Zentralteil von Tansania etwa 40 Kilometer Luftlinie südlich der Regionshauptstadt Singida. Bei der Volkszählung 2022 lebten 12.088 Menschen in 2453 Haushalten auf einer Fläche von 223 Quadratkilometern.
Der Bezirk grenzt im an sechs Bezirke des Distrikts Ikungi:
|        | Dung'unyi Lighwa                            | Ntuntu    |
| Ikungi | Kompassrose, die auf Nachbargemeinden zeigt | Mang'onyi |
|        | Issuna                                      |           |

## Gliederung
Der Bezirk besteht aus fünf Gemeinden (swahili Mtaa) mit 29 Orten (Kitongoji):
| Matare - Matare A - MatareB - Ng’ambo - Makambi - Kisiwani - Singida - Mumbii - Mgungira | Mahambe - Mahambe Kati - Diliha - Mdambua - Kinyangaa - Loamuamlae - Fili | Kinyamwandyo - Kinyamwandyo - Mwampuma - Kinyamtiki - Makunguu - Nkuhi - Mtakuja | Muungano - Matae - Samumba - Ikhambamaji | Ulyampiti - Kitungului - Mityunyo - Kiruma - Songoloji - Kingiga - Mbagho |

## Wirtschaft und Infrastruktur
- Landwirtschaft: Im Bezirk werden 22.000 Rinder, 18.000 Ziegen und 7000 Hühner gehalten (Stand 2016).[8]
- Bildung: Die Unyahati Secondary School ist eine staatliche weiterführende Schule, die Tagesschüler bis zur 4. Stufe ausbildet.[9]
- Gesundheit: In den Gemeinden Matare[10] und Ulyampiti[11] befindet sich je eine staatliche Apotheke.